# Cryptohelcostizus dichrous
Cryptohelcostizus dichrous là một loài tò vò trong họ Ichneumonidae.